# Jakubské Předměstí
Jakubské Předměstí (německy Jakobi Vorstadt) je část města Jaroměř v okrese Náchod. Nachází se na severu Jaroměře. Prochází tudy silnice I/33. V roce 2009 zde bylo evidováno 536 adres. V roce 2001 zde trvale žilo 1534 obyvatel.
Jakubské Předměstí leží v katastrálním území Jaroměř o výměře 11,83 km2.